# Campionato mondiale giovanile di scherma 1981
Il Campionato mondiale juniores di scherma del 1981 ("1981 World Juniors Fencing Championships") è stato organizzato dalla Federazione internazionale della scherma e si è svolto a Losanna in Svizzera dal 16 al 20 aprile.
Nel fioretto, si sono aggiudicati i titoli del campionato mondiale l'italiano Mauro Numa, che ha battuto in finale il tedesco Ulrich Schreck, e la sovietica Marina Soboleva che ha avuto la meglio sulla tedesca Christiane Weber.
Nella spada il tedesco Robert Felisiak ha battuto in finale lo svedese Jerri Bergström, ottenendo il titolo mondiale juniores maschile.
Nella sciabola il sovietico Evgeni Tsoukhlo prevale sul l'italiano Massimo Cavaliere.

## Podi

### Uomini
| Specialità  | Oro             | Argento           | Bronzo           |
| Individuali |                 |                   |                  |
| Fioretto    | Mauro Numa      | Ulrich Schreck    | Federico Cervi   |
| Spada       | Robert Felisiak | Jerri Bergström   | Stefan Hörger    |
| Sciabola    | Evgeni Tsoukhlo | Massimo Cavaliere | Jaroslaw Koniusz |

### Donne
| Specialità  | Oro             | Argento          | Bronzo           |
| Individuali |                 |                  |                  |
| Fioretto    | Marina Soboleva | Christiane Weber | Dorina Vaccaroni |

## Medagliere
| Pos.   | Nazione          | Oro | Argento | Bronzo | Totale |
| ------ | ---------------- | --- | ------- | ------ | ------ |
| 1      | Unione Sovietica | 2   | 0       | 0      | 2      |
| 2      | Germania         | 1   | 2       | 1      | 4      |
| 3      | Italia           | 1   | 1       | 2      | 4      |
| 4      | Svezia           | 0   | 1       | 0      | 1      |
| 5      | Polonia          | 0   | 0       | 1      | 1      |
| Totale | Totale           | 4   | 4       | 4      | 12     |